# Я вешу 300 кг
«Я вешу 300 кг» (также Я вешу 600 фунтов, буквально «Моя шестисотфунтовая жизнь», англ. My 600-lb Life) — американское реалити-шоу, транслируемое на телеканале TLC с 2012 года. В каждом эпизоде рассказывается о годе жизни болезненно тучных людей, вес которых не менее 600 фунтов (270 кг), и которые пытаются уменьшить свой вес до здорового уровня. Также иногда выходят специальные выпуски под названием «Я вешу 300 кг: что было дальше?», в которых рассказываются истории пациентов, которые закончили лечение.
За состоянием здоровья героев наблюдает ирано-американский хирург Юнон Нозардан, который сначала даёт им шанс самостоятельно избавиться от лишнего веса по заданным рекомендациям, соблюдая строгую диету, а затем в зависимости от прогресса пациента может предложить операцию шунтирования желудка или рукавную гастрэктомию для дальнейшей помощи в похудении.
Для трансляции на российском вещании канала TLC использовалось название «Я вешу 300 кг» — по оценке филолога Елены Ткачук-Мирошниченко, переводчики успешно использовали стратегию доместикации («одомашнивания») английского названия оригинала с буквальным значением «Моя 600-фунтовая жизнь».

## Продолжительность
Шоу изначально состояло из пяти эпизодов, в которых рассказывалось о жизни четырёх пациентов с ожирением. Из-за его популярности были сняты новые эпизоды, в том числе «Что с ними сейчас?». В первом сезоне за жизнью пациентов следили в течение семи лет (2004—2011). Начиная со второго сезона пациентов снимали в течение года. В восьмом сезоне истории некоторых пациентов были сняты всего за шесть месяцев. Начиная с 5-го сезона, новые эпизоды начали сниматься в двухчасовом формате.

## Летальные случаи с участниками
Восемь пациентов умерли с момента появления на шоу:
- Генри Футс, который был показан в первом сезоне, умер от болезни, не связанной с его операцией по снижению веса, 16 мая 2013 года[7].
- Шон Милликен, который был показан в четвёртом сезоне шоу, умер 17 февраля 2019 года от инфекции[8].
- Эл Би Боннер, который был показан в шестом сезоне шоу, совершил самоубийство 2 августа 2018 года[9].
- Лиза Флеминг, также третья участница шестого сезона, умерла 23 августа 2018 года[10].
- Роб Бучель был показан в шестом сезоне и перенес смертельный сердечный приступ 15 ноября 2017 года во время съемок шоу, находясь в квалифицированном медицинском учреждении в Хьюстоне[11]. Смерть Бучеля стала первой за все сезоны шоу, которая случилась во время съёмок.
- Келли Мейсон, участница седьмого сезона шоу, умерла 15 февраля 2019 года от сердечной недостаточности, смерть застала ее также во время съёмок[12].
- Джеймс Кинг, участник пятого сезона шоу, умер 3 апреля 2020 года[13].
- Колиза Макмиллиан, показанная в восьмом сезоне шоу, умерла 22 сентября 2020 года после двухнедельного пребывания в отделении интенсивной терапии из-за острой почечной недостаточности и других осложнений[14].

## Судебный иск
В 2020 году в СМИ появилась информация, что несколько бывших пациентов доктора Нозардана, которые появились на шоу, и семья одного пациента, Эл Би Боннера, который погиб в результате самоубийства, подали иск против производственной компании Megalomedia, за халатность и непрофессионализм, также за то, что компания не смогла полностью покрыть все статьи медицинских расходов.